# Blessington (ort i Australien)
Blessington är en ort i Australien. Den ligger i kommunen Launceston och delstaten Tasmanien, i den sydöstra delen av landet, omkring 150 kilometer norr om delstatshuvudstaden Hobart. Antalet invånare är 203.
Trakten runt Blessington är nära nog obefolkad, med mindre än två invånare per kvadratkilometer.. Närmaste större samhälle är Evandale, omkring 19 kilometer väster om Blessington. 
I omgivningarna runt Blessington växer i huvudsak städsegrön lövskog. Genomsnittlig årsnederbörd är 872 millimeter. Den regnigaste månaden är juli, med i genomsnitt 100 mm nederbörd, och den torraste är januari, med 39 mm nederbörd.